# 포리오
포리오(이탈리아어: Forio)는 이탈리아 캄파니아주 나폴리현에 위치한 코무네다. 이스키아섬에 위치해 있다.

## 같이 보기
- 이스키아섬